# Internationales Zivilverfahrensrecht (Deutschland)
Das Internationale Zivilverfahrensrecht (IZVR) ist der Teil des Zivilverfahrensrechts, der sich mit der internationalen Zuständigkeit, der Gerichtsbarkeit, den Besonderheiten von Verfahren mit Auslandsbeziehung, der Anerkennung und Vollstreckung ausländischer Entscheidungen und der internationalen Rechtshilfe befasst.

## Begriff
Im juristischen Sprachgebrauch bezeichnet das Internationale Zivilverfahrensrecht den Teil nationaler Zivilverfahrensrechte unter Einschluss der anwendbaren Normen internationalen und europäischen Ursprungs, der sich mit den Fragen beschäftigt, die aus Gerichtsverfahren mit Auslandsbeziehung erwachsen, insbesondere der Zuständigkeit, der Besonderheiten des eigentlichen Verfahrens und der Anerkennung und Vollstreckung ausländischer Entscheidungen.
Strikt von der internationalen Zuständigkeit zu trennen ist die Frage nach dem anwendbaren materiellen Recht. Letztere beantwortet sich nach dem Internationalen Privatrecht (IPR).

## Geschichte
→ Hauptartikel: Geschichte des Internationalen Privat- und Zivilverfahrensrechts

## Rechtsprinzipien
Im IZVR gilt das Grundprinzip forum regit processum, d. h. das erkennende Gericht wendet stets sein eigenes Prozessrecht, die lex fori (das nach dem Recht des Gerichtsortes zur Anwendung berufene Recht) an. Auch für den Ablauf des Verfahrens herrscht die lex fori. Begründet wurde dies früher mit der rechtlichen Natur des Verfahrensrechts als Teil des öffentlichen Rechts (Territorialitätsprinzip), während in jüngster Zeit die Praktikabilität in den Vordergrund gestellt wird: Die Gerichte seien mit der Anwendung ihres eigenen Prozessrechts, der lex fori, vertrauter. Ein weiterer Grund für den Vorrang des eigenen Verfahrensrechtes ist die Neutralität des Verfahrensrechtes gegenüber dem materiellen Recht, weil durch die formelle Klärung der internationalen Zuständigkeit nur das Gericht festgelegt wird, die Entscheidung aber im Sinne des internationalen Entscheidungseinklangs der durch das IPR ermittelten lex causae materiell-rechtlich folgt.
Als Pendant zur Gleichwertigkeit der Rechtsordnungen (Grundprinzip des IPR) wird zudem von der Gleichwertigkeit der Rechtspflege der verschiedenen Staaten im IZVR ausgegangen.
Dieses Prinzip wird durch das dritte Grundprinzip des IZVR modifiziert: Das Prinzip der Gegenseitigkeit, welches besagt, dass Ausländer im Forumstaat genauso behandelt werden sollen, wie Inländer in dem jeweiligen Heimatstaat des Ausländers. Dieses Prinzip stellt letztlich ein Druckmittel dar, um ausländische Rechtsordnungen zur fairen Behandlung der Staatsangehörigen des Forumstaates zu zwingen (allerdings folgt beispielsweise in Deutschland aus Art. 103 GG und Art. 6 I EMRK, dass ausländische und inländische Parteien grundsätzlich gleich zu behandeln sind). Das Prinzip der Gegenseitigkeit findet etwa in Deutschland seine gesetzliche Verankerung in § 328 I Nr. 5 ZPO und ist eine Anerkennungsvoraussetzung für ausländische Urteile.

## Rechtsquellen
Das IZVR hat folgende Rechtsquellen:
1. Autonome Quellen (nationales Recht), in Deutschland insbesondere die ZPO (Zivilprozessordnung),
2. Nationales Recht verdrängendes EU-Recht wie die EuGVVO und schließlich
3. Bi- und multilaterale Staatsverträge.

## Erkenntnisverfahren

### Internationale Zuständigkeit
Es gibt keine zentrale Verteilung der internationalen Zuständigkeit auf einzelne Staaten; vielmehr steht es jedem Staat zu, die Kognitionsbefugnis seiner Gerichte nach eigenen Zweckmäßigkeitserwägungen zu bestimmen. Die internationale Zuständigkeit wird in direkte Zuständigkeit (auch Entscheidungszuständigkeit) und indirekte Zuständigkeit (auch Anerkennungszuständigkeit) eingeteilt. Maßgeblich für die Zuständigkeit eines Gerichts im Erkenntnisverfahren ist die direkte Zuständigkeit, d. h. die Frage ob ein deutsches Gericht einen an es herangetragenen Rechtsstreit entscheiden darf.
Die internationale Zuständigkeit ist wie die örtliche Zuständigkeit eine Verfahrensvoraussetzung. Durch sie wird – im Gegensatz zur örtlichen Zuständigkeit – jedoch noch kein konkretes Gericht berufen. Die internationale Zuständigkeit ist im autonomen deutschen Recht nur für das Familienrecht explizit geregelt (vgl. z. B. § 98 FamFG). Ansonsten wird sie aus der örtlichen Zuständigkeit der §§ 12 ff. ZPO abgeleitet (sog. Doppelfunktionalität der örtlichen Zuständigkeitsnormen). Gegenüber Mitgliedstaaten der EG findet die EuGVVO vorrangig Anwendung.
Gewähren dem Kläger mehrere Staaten Rechtsschutz (etwa nach dem forum delicti), so kann er unter ihnen wählen. Dies eröffnet dem Kläger die Möglichkeit des Forum Shopping: Da mit der Entscheidung der internationalen Zuständigkeit zugleich auch die Entscheidung über das nach internationalem Privatrecht anwendbare materielle Recht fällt, kann der Kläger die Gerichtsbarkeit mit dem ihm am günstigsten scheinenden materiellen Recht wählen.
Die internationale Zuständigkeit ist vom Gericht jederzeit von Amts wegen zu prüfen. Es genügt, dass sie während des Verfahrens eintritt. Fällt sie während des Verfahrens weg, so findet nach herrschender Meinung der Grundsatz der perpetuatio fori (§ 261 Abs. 3 Nr. 2 ZPO) analog Anwendung. Im Fall des negativen Kompetenzkonfliktes, also im Falle, dass kein Gericht sich für international zuständig erklärt, greift die sogenannte Notzuständigkeit.

### Ausländer als Verfahrensbeteiligte
Ausländer haben in gleichem Umfang wie Inländer Zugang zu den deutschen Gerichten. Ihre Parteifähigkeit bemisst sich nach § 50 Abs. 1 ZPO nach ihrer Rechtsfähigkeit.
Die Prozessfähigkeit eines Ausländers ist, wenn sie nicht nach dem Recht seines Landes gegeben ist, nach dem Recht des Prozessgerichts zu beurteilen (§ 55 ZPO). Für die Prozessvollmacht (§§ 80 bis 89 ZPO) gilt nach herrschender Meinung die lex fori, da sie als Prozesshandlung und nicht als dem materiellen Recht zugehörig qualifiziert wird.
Nach § 110 Abs. 1 ZPO haben bestimmte ausländische Kläger auf Verlangen des Beklagten Prozesskostensicherheit (Aktorische Kaution) zu leisten (cautio iudicatum solvi). Weigert sich der ausländische Kläger, kann auf Antrag des Beklagten die Klage nach § 113 ZPO für zurückgenommen erklärt werden.
Ausländische natürliche Personen erhalten wie Inländer unter den Voraussetzungen des § 114 ZPO Prozesskostenhilfe. Die gilt nach § 116 Nr. 2 ZPO jedoch nicht für ausländische juristische Personen. Für Ausländer aus EU-Mitgliedsstaaten gelten als Umsetzung der Richtlinie (EG) 2003/8 die §§ 1076 bis 1078 ZPO: Demnach erhalten diese grundsätzlich wie Inländer Prozesskostenhilfe.

### Internationale Rechtshilfe
Die Regeln über die internationale Rechtshilfe in Zivilsachen sind in der Rechtshilfeordnung für Zivilsachen (ZRHO) niedergelegt. Sie unterscheidet nach § 3 Abs. 1 zwischen vertraglichem und vertragslosem Rechtshilfeverkehr.
Wird die Rechtshilfe über den vertraglichen Rechtsverkehr begehrt, laufen die Übermittlungswege durch völkerrechtliche Verträge bestimmt. § 6 ZRHO unterscheidet drei Arten von Übermittlungswegen:
1. Diplomatischer Weg: Das Gericht sendet sein Ersuchungsschreiben der Landesjustizverwaltung zu. Falls diese dem Ersuchen stattgibt, wird es an die deutsche Botschaft im betreffenden Staate weitergeleitet; von dort gelangt es an das Außenministerium dieses Staates. Gibt dieser dem Ersuchen statt, wird die Verfahrenshandlung vom deutschen Konsul oder der zuständigen ausländischen Behörde vorgenommen.
2. Konsularischer Weg: Der Konsul der ersuchenden Staates leitet das Ersuchen direkt der zuständigen Behörde des ersuchten Staates weiter. Art. 1 Abs. 1 des HZPÜ schreibt diesen Übermittlungsweg vor.
3. Unmittelbarer Verkehr: Beim unmittelbaren Verkehr ist es den Behörden möglich, Rechtshilfeersuchen direkt einander zukommen zu lassen. Von dieser Form wird in Art. 3 Abs. 1 HZÜ oder Art. 2 HBÜ Gebrauch gemacht.

Im Rahmen des vertragslosen Rechtshilfeverkehrs bestehen keine völkerrechtlichen Verträge; die Staaten gewähren einander aus völkerrechtlicher Übung in der Praxis meist dennoch Rechtshilfe. Für Deutschland gilt die Rechtshilfeordnung für Zivilsachen (ZRHO).
Die internationale Rechtshilfe ist in der Praxis oft langwierig und umständlich. Deshalb versuchen die Gerichte oft, diese zu umgehen. So kann ein Zeuge im Ausland beispielsweise nach § 363 Abs. 2 ZPO vom deutschen Konsul vernommen werden. Zwar ist das Vernehmungsprotokoll nicht verwertbar, da völkerrechtswidrig, allerdings kann der Konsul dann als Zeuge vom Hörensagen vernommen werden.

### Zustellung im Ausland
Die Zustellung ist nach herrschender Meinung als Hoheitsakt anzusehen (andere Ansicht Schack). Deshalb ist die Zustellung grundsätzlich auf das Inland beschränkt. Im autonomen deutschen Recht ist deshalb die Zustellung ins Ausland nach § 183 Abs. 1 ZPO durch Einschreiben mit Rückschein vorgesehen, soweit völkerrechtliche Bestimmungen dem nicht entgegenstehen. Ist dies nicht möglich, so soll die Zustellung durch ein Rechtshilfeersuchen an die Behörden des fremden Staates vor sich gehen. Ist auch dies nicht möglich, so ist nach § 183 Abs. 2 ZPO über die diplomatische oder konsularische Vertretung des Bundes im Ausland zuzustellen. Nach § 185 Nr. 3 ZPO ist, wenn alle anderen Zustellungswege nicht möglich sind, die öffentliche zuzustellen durch Aushang einer Benachrichtigung an der Gerichtstafel nach § 186 Abs. 2 ZPO.
Zu den vorrangigen internationalen Abkommen und EG-Verordnungen siehe:
→ Haager Übereinkommen über die Zustellung gerichtlicher und außergerichtlicher Schriftstücke im Ausland in Zivil- oder Handelssachen
→ Verordnung (EG) Nr. 1348/2000 (EuZVO)

### Beweisrecht
Nach der deutschen lex fori kann nach § 359 Nr. 1 ZPO Beweisgegenstand nur eine streitige Tatsache sein. Nicht beweisbedürftig sind deshalb nach § 138 Abs. 3 ZPO unbestrittene Tatsachen. Dies ist Ausfluss des Verhandlungsgrundsatzes. In einer Rechtsordnung laufen materiellrechtliche Privatautonomie und Verhandlungsmaxime oft Hand in Hand. Um bei Anwendung eines ausländischen Sachrechts dieses Wechselspiel nicht zu verzerren, kann es bei Anwendung ausländischen Sachrechts notwendig sein, auch über unstreitige Fragen Beweis zu erheben. Einfluss auf die Beweiserhebung haben auch widerlegliche und unwiderlegliche Vermutungen: Auch für diese Vermutungen gilt die lex causae. Vermutungen tatsächlicher Art, wie der Anscheinsbeweis, werden nach herrschender Meinung der lex fori unterstellt. Für Beweisthemenverbote ist zu unterscheiden: Dienen sie materiell-rechtlichen Interessen (wie etwa die alte Regel des französischen Rechts „la recherche de paternité est interdite“) findet die lex causae Anwendung, dienen sie prozessualen Interessen (etwa das Verbot der hearsay evidence in den USA), findet die lex fori Anwendung.
Die objektive Beweislast unterliegen ihrer materiellrechtlichen Natur wegen der lex causae. Ob eine Beweislastumkehr durch Verletzung prozessualer Pflichten eintritt richtet sich dagegen nach der lex fori. Ebenso nach der lex fori zu bestimmen ist die Beweisführungslast.
Die Arten zulässiger Beweismittel werden von der lex fori bestimmt. Bei Beweismittelbeschränkungen ist wieder danach zu unterscheiden, ob dieses materiellrechtlichen oder prozessualen Zielen dient. Sehr streitig ist dies für Art. 1341 des französischen Code civil: Um die Parteien bei Geschäften von über 800 Euro (seit 2003) zur Beurkundung zu bewegen, ist für solche Geschäfte der Zeugenbeweis ausgeschlossen. Nach Ansicht des BGH handelt es sich hierbei um eine reine prozessuale Regelung, die deshalb nicht beachtlich ist. Zeugnisverweigerungsrechte sind ebenso nach der lex fori zu behandeln.
Der Grundsatz der freien Beweiswürdigung nach § 286 Abs. 1 ZPO im deutschen Recht bleibt auch bei Fällen mit Auslandsbezug bestehen. Streitig, ist die Behandlung des Beweismaßes: Eine Ansicht will wegen der systematischen Stellung des § 287 Abs. 1 S. 1 ZPO diese wie die Beweiswürdigung der lex fori unterstellen. Nach anderer Ansicht gilt hierfür jedoch die lex causae, da hier enge Beziehung zur Beweislast bestehe: Je geringer die Schwellen bei der Beweiswürdigung umso eher kann einer Partei die Beweislast aufgebürdet werden.
Auch die Beweisaufnahme ist Hoheitsakt. Deshalb ist es einem deutschen Gerichte verwehrt, selbst im Ausland Beweise aufzunehmen. Stattdessen hat die Beweisaufnahme nach § 363 ZPO im Wege der internationalen Rechtshilfe durch ausländische Behörden zu geschehen. Die Parteien sind daran jedoch nicht gebunden und können selbst im Ausland Beweise erheben. § 364 Abs. 2 ZPO schreibt dies für öffentliche Urkunden sogar ausdrücklich vor.
Zu den vorrangig anzuwendenden völkerrechtlichen Verträgen und EG-Verordnungen siehe:
→ Verordnung (EG) Nr. 1206/2001 (EuBVO)
→ Haager Übereinkommen über die Beweisaufnahme im Ausland in Zivil- und Handelssachen vom 18. März 1970 (HBÜ)

### Ausländisches Recht im Prozess
Nach ganz herrschender Meinung in Rechtsprechung und Lehre ist das Internationale Privatrecht von Amts wegen zu beachten und nicht nur dann, wenn die Parteien sich darauf berufen. Nach ständiger Rechtsprechung des Reichsgerichtes kann eine Entscheidung zugunsten der Anwendung des Rechts eines Staates auch dann nicht entfallen, wenn nach mehreren zur Entscheidung in Betracht kommenden Rechtsordnungen die Entscheidung des Gerichts unverändert bliebe. Diese Rechtsprechung wurde teilweise durch ein Urteil des Bundesgerichtshofes vom 28. Januar 1987 aufgehoben.
Für deutsches Gericht gilt der Grundsatz iura novit curia, d. h. das Gericht muss das deutsche Recht kennen; dies gilt auch für Staatsverträge und internationales Einheitsrecht, das in Deutschland in Kraft ist. Hat ein deutsches Gericht ausländisches Recht anzuwenden, ist der Richter nach § 293 ZPO verpflichtet, das ausländische Recht (im Freibeweis) zu ermitteln. In der gerichtlichen Praxis geschieht dies meist durch Gutachten.
Für die Revision galt bislang, dass diese nach § 545 Abs. 1 ZPO nicht auf die Verletzung ausländischen Rechts gestützt werden kann. Ab 1. September 2009 ist durch eine Änderung des § 545 ZPO die Revisionsinstanz nicht mehr an die Beurteilung durch die letzte Tatsacheninstanz gebunden. Für das Arbeitsrecht und in der freiwilligen Gerichtsbarkeit galt dies bereits seit längerer Zeit (vgl. § 73 Abs. 1 ArbGG und § 72 FamFG).
Ist der Inhalt des ausländischen Rechts nicht festzustellen, findet nach Ansicht des Bundesgerichtshofes das deutsche Recht Anwendung. Die herrschende Lehre hält dies für ungeeignet, da zwischen deutschem Recht und dem nicht feststellbaren Recht oft große Unterschiede (beispielsweise dem Recht des Irans oder Haitis) bestünden. Stattdessen wird die Anwendung des wahrscheinlich Inhalts des ausländischen Rechtes oder die Anwendung eines durch Hilfsanknüpfung berufenen Rechts erwogen.

## Anerkennung und Vollstreckung

### Anerkennung ausländischer Entscheidungen
Anwendungsvorrang hat EG-Recht: → Verordnung (EG) Nr. 44/2001 (Brüssel I), EuEheVO
Für die Anerkennung eines Urteils ist im autonomen deutschen Recht kein besonderes Verfahren (sog. Delibationsverfahren) notwendig. Eine Ausnahme gilt nach § 107 FamFG für die Anerkennung von Entscheidungen in Ehesachen. Ebenso ist für Adoptionen nach dem Adoptionswirkungsgesetz ein besonderes Verfahren vorgesehen. In den übrigen Verfahren der freiwilligen Gerichtsbarkeit (§ 111 FamFG) gilt § 108 FamFG. Ein Urteil wird im allgemeinen Zivilverfahren immer anerkannt, wenn die Voraussetzungen des § 328 ZPO erfüllt sind. Diese sind:
1. Gerichtsbarkeit des Erststaates: Ungeschrieben Voraussetzung jeder Anerkennung ist, dass der Staat in den Grenzen seiner Gerichtsbarkeit gehandelt hat.
2. Anerkennungszuständigkeit (§ 328 Abs. 1 Nr. 1 ZPO): Die Entscheidung kann nur anerkannt werden, wenn das ausländische Gericht bei hypothetischer Geltung der deutschen Zuständigkeitsregeln zuständig gewesen wäre. Diese sog. indirekte Zuständigkeit ist also spiegelbildlich zur direkten Zuständigkeit.
3. Wahrung der Verteidigungsrechte (§ 328 Abs. 1 Nr. 2 ZPO): Wurden im Erststaat die Rechte der Verteidigung nicht ausreichend gewahrt, kann dies die Anerkennung nur verhindern, wenn sich die betreffende Partei darauf beruft. Die Voraussetzung ist also nach herrschender Meinung als Einrede ausgestaltet.
4. Entgegenstehende Entscheidungen (§ 328 Abs. 1 Nr. 3 ZPO): Besteht ein deutsches Urteil in der Sache oder war bereits bei Beginn des Verfahrens ein Prozess in einem anderen nach deutschem Recht zuständigen Staate rechtshängig, kann das Urteil nicht anerkannt werden.
5. Ordre public-Vorbehalt (§ 328 Abs. 1 Nr. 4 ZPO): Wurden im konkreten Verfahren Justizgrundrechte verletzt oder sonst gegen wesentliche Grundsätze des deutschen Prozessrechts verstoßen, kann das Urteil nicht anerkannt werden. Auch Verstöße der Urteils gegen den materiell-rechtlichen ordre public verhindern die Anerkennung des Urteils. Dies führt jedoch nicht zu einer révision auf fond.
6. Verbürgung der Gegenseitigkeit (§ 328 Abs. 1 Nr. 5, Abs. 2 ZPO): Außer in nichtvermögensrechtlichen Sachen und in Kindschaftssachen ist die Entscheidung nur anerkennungsfähig, wenn der Urteilsstaat ebenfalls deutsche Urteile anerkennt. Nach Ansicht des Bundesgerichtshofes genügt dafür, wenn „im Wesentlichen gleichwertige Bedingungen gelten“.

Ein anerkanntes Urteil kann im Inland keine weiteren Wirkungen haben als es im Urteilsstaat hätte. Es kann aber auch keine Wirkungen haben, die dem deutschen Recht unbekannt sind (etwa das anglo-amerikanische Prinzip des stare decisis). Die wichtigste Wirkung eines ausländischen Urteils ist seine materielle Rechtskraft.

### Vollstreckbarerklärung ausländischer Titel
Anwendungsvorrang hat EG-Recht:
→ Verordnung (EG) Nr. 44/2001 (Brüssel I-Verordnung, EuGVVO a.F.) nur mehr für Altfälle
→ Verordnung (EG) Nr. 1215/2012 (Brüssel Ia-Verordnung, EuGVVO n.F.)
→ Verordnung (EG) Nr. 805/2004 (Vollstreckungstitel-Verordnung für unbestrittene Forderungen, EuVTVO)
Ausländische Urteile außerhalb der EU taugen nach den § 722 ZPO und § 110 FamFG in Deutschland noch nicht als Vollstreckungstitel und können als solche in Deutschland nicht vollstreckt werden. Vollstreckbar wird ein ausländisches Urteil erst durch ein deutsches Vollstreckungsurteil nach §§ 722, 723 ZPO bzw. einen Beschluss nach § 110 FamFG. Die Vollstreckbarerklärung wird auch Exequatur genannt.
In der EU werden dagegen seit dem 10. Januar 2015 Entscheidungen nationaler Gerichte nach Art. 39 EuGVVO n.F. in den Mitgliedsstaaten anerkannt und vollstreckt, ohne dass es einer Vollstreckbarerklärung bedarf (grundsätzlich gilt dies auch für öffentliche Urkunden und gerichtliche Vergleiche). Ein ausländischer Titel wird nach der neuen EuGVVO unter den gleichen Bedingungen vollstreckt, wie ein Titel eines Gerichts des vollstreckenden Mitgliedsstaates.
Gegenstand eines Exequaturverfahrens könne nur Leistungsurteile sein. Ausländische Exequatururteile können nicht Gegenstand eines deutschen Vollstreckungsurteils sein: Die Doppelexequatur ist verboten (exequatur sur exequatur ne vaut). Daran kann auch die Tatsache nichts ändern, dass Anerkennungsurteile im Ausland als Leistungsurteile ergehen (etwa die actio iudicati oder die action upon the foreign judgement).
Die Vollstreckungsklage ist ein durch § 723 Abs. 1 ZPO beschränktes Erkenntnisverfahren. Die Zuständigkeit ergibt sich aus § 722 Abs. 2 ZPO und den allgemeinen Gerichtsständen der Art. 12 bis 19 und 23 ZPO. Diese Zuständigkeiten sind nach § 802 ZPO ausschließlich. Nach (bestrittener) Ansicht des Bundesgerichtshofes sind die Amts- bzw. Landesgerichte zugunsten des Arbeitsgerichts nicht zuständig, wenn der zugrunde liegende Anspruch nach deutschem Recht vor die Arbeitsgerichte gehört. Die Amtsgerichte sind nach § 10 Abs. 3 AUG für gesetzliche Unterhaltsansprüche zuständig.
Ausländische Urteile können nur vollstreckt werden, wenn sie bereits in die formelle Rechtskraft erwachsen sind. Das ausländische Urteil darf weder in rechtlicher noch in tatsächlicher Hinsicht nachgeprüft werden (§ 723 Abs. 1 ZPO); eine révision au fond ist nicht möglich. Notwendigkeit ist allerdings die Anerkennungsfähigkeit nach § 328 ZPO. Dem Schuldner steht dagegen die Vollstreckungsabwehrklage offen (§ 767 ZPO). Er kann allerdings Einwendungen nur soweit geltend machen, als diese nicht nach § 767 Abs. 2 ZPO analog präkludiert sind.